# Самый лучший фильм (трилогия)
Трилогия «Самый лучший фильм» состоит из трёх фильмов с одноимённым названием. Вся трилогия является кинокомедией производства телеканала «ТНТ» и Comedy Club Production. Первый фильм получил не очень хорошие отзывы, окупился в прокате и был номинирован на несколько наград MTV Russia Movie Awards. Второй фильм не смог окупиться в отличие от третьего, но вторая и третья части уже не получали никаких отзывов от критиков, за что имеют в отличие от первого фильма мало новостных источников.

## Краткий сюжет

### Самый лучший фильм
Вадик, во время собственной свадьбы, курит косяк и умирает, попав в Рай. Вадик общаясь с секретарём Бога постепенно вспоминает и рассказывает о своей жизни.

### Самый лучший фильм 2
Четверо друзей — Моряк, Актёр, Димати и Мажор — встречаются после долгой разлуки в кафе, чтобы отметить день рождения Мажора. Но внезапно Мажора похищают и требуют у его друзей баснословный выкуп. Друзья отправляются на поиски денег, чтобы спасти Мажора.

### Самый лучший фильм 3-ДЭ
Режиссёром фильма «Тайна вождя» является Максим Утёсов (Харламов) — недооценённый режиссёр-любитель, который снимает свои фильмы на любительскую камеру, снял фильм и отправил его на конкурс «Самый лучший фильм России».

## Присутствие персонажей
| Вадим (Вадик) Вольнов       | Гарик Харламов    |                   |                      |
| Анастасия (Настя) Кориновая | Елена Великанова  |                   |                      |
| Владимир «Ляля» Смирнов     | Иосиф Буяновский  |                   |                      |
| Григорий Вольнов            | Гарик Харламов    |                   |                      |
| Леонид «Полкило» Нобольный  | Михаил Галустян   |                   |                      |
| секретарь Бога              | Армен Джигарханян |                   |                      |
| Моряк                       |                   | Гарик Харламов    |                      |
| Актёр                       |                   | Тимур Батрутдинов |                      |
| Димати                      |                   | Дмитрий Хрусталёв |                      |
| Мажор                       |                   | Олег Верещагин    |                      |
| Екатерина II                |                   | Михаил Галустян   |                      |
| Адольф Гитлер               |                   | Александр Числов  |                      |
| Александр Олегович          |                   | Михаил Ефремов    |                      |
| Надежда Васильевна Шевелёва |                   | Татьяна Лютаева   |                      |
| Макс Утёсов                 |                   |                   | Гарик Харламов       |
| Александр Поплавков         |                   |                   | Пётр Винс            |
| Варя                        |                   |                   | Екатерина Кузнецова  |
| Виктор Палыч                |                   |                   | Александр Балуев     |
| Эдуард Альбертович Рыков    |                   |                   | Валентин Смирнитский |
| Миша                        |                   |                   | Михаил Ефремов       |
| Паша                        |                   |                   | Александр Семчев     |
| Аскольд                     |                   |                   | Олег Сорокин         |
| Эдуарда Рыкова              |                   |                   | Иннокентий Тарабара  |
| «Бондарчук»                 |                   |                   | Денис Яковлев        |

### Кассовые сборы
| Фильм                   | Дата выхода    | Дата выхода | Кассовые сборы | Кассовые сборы | Кассовые сборы | Бюджет    | Прим. |
| Фильм                   | Россия         | Мир         | Россия         | Другие страны  | Весь мир       | Бюджет    | Прим. |
| ----------------------- | -------------- | ----------- | -------------- | -------------- | -------------- | --------- | ----- |
| Самый лучший фильм      | 24 января 2008 | —           | $27 587 835    | $2 908 860     | $30 496 695    | $1 млн    | —     |
| Самый лучший фильм 2    | 22 января 2009 | —           | $12 845 918    | $2 826 519     | $15 672 437    | $10 млн   | —     |
| Самый лучший фильм 3-ДЭ | 6 октября 2011 | —           | $9 810 650     | $1 149 115     | $10 959 765    | $6,5 млн  | —     |
| Всего                   | Всего          | Всего       | $50 244 403    | $6 884 494     | $57 128 897    | $17,5 млн |       |